# Liberalismo sociale
Il liberalismo sociale, noto come nuovo liberalismo (new liberalism) nel Regno Unito, liberalismo di sinistra (linksliberalismus) in Germania, liberalismo moderno (modern liberalism) negli Stati Uniti, liberalismo progressista (liberalismo progresista) in Spagna e in America Latina, è una scuola di pensiero sviluppatasi inizialmente all'interno del Partito Liberale britannico nel tardo Ottocento. 
Oggigiorno costituisce il principale punto di riferimento culturale e valoriale del Partito Democratico statunitense.
Si può definire anche come filosofia politica, le cui idee contraddistinguono i partiti dell'area di centro-sinistra, promuovendo un'economia di mercato regolamentata (con componenti sociali) e l'espansione dei diritti civili e politici.
Un governo ispirato a tale concezione è quindi impegnato a delegare allo Stato significative questioni economiche e sociali quali povertà, assistenza sanitaria, istruzione, sottolineando al contempo i diritti e l'autonomia dell’individuo.

## Storia
Nel Regno Unito, tra il tardo Ottocento e gli inizi del Novecento, alcuni pensatori, conosciuti come "nuovi liberali", suscitarono scalpore 
nel criticare il liberalismo classico sostenitore del laissez-faire, schierandosi a favore dell'intervento dello Stato nella vita sociale, economica e culturale. I nuovi liberali, tra i quali si ricordano Thomas Hill Green e Leonard Trelawny Hobhouse, sottolinearono il comune afflato etico che doveva contrassegnare liberalismo e socialismo e affermarono un concetto nuovo: la libertà individuale si ottiene pienamente solo in presenza di circostanze sociali favorevoli. La povertà, lo squallore e l'ignoranza, in cui numerose persone hanno vissuto, hanno infatti reso impossibile ai loro occhi e per la loro concreta esperienza il fiorire della libertà: per i nuovi liberali queste condizioni potevano essere migliorate solo attraverso un'azione collettiva, coordinata da uno Stato dotato di un efficace sistema di welfare.
All'interno del pensiero politico liberale è comunque esistita una corrente radicale, propugnatrice di una condotta laicista e progressista che, complice la crescita della sinistra d'ispirazione socialista e l'introduzione del suffragio universale, si è riconciliata con il liberalismo, del quale condivide un'impostazione puramente liberista.

## Fondamenti
Il liberalismo sociale si differenzia dal liberalismo classico, dal liberalismo conservatore e dal neoliberalismo essenzialmente per una filosofia economica non liberista, incentrata sui benefici che possono derivare dal ruolo dello Stato nella fornitura di servizi sociali fondamentali per i cittadini.
La società ha il compito di proteggere la libertà e le pari opportunità per tutti i cittadini ed
incoraggia la collaborazione reciproca tra Stato e mercato attraverso efficienti istituzioni liberali. 
Nel processo di evoluzione accetta che vengano poste alcune restrizioni, come leggi anti-trust per combattere i cartelli, corpi regolatori o leggi sui salari minimi.
I liberali sociali sostengono inoltre che i governi legittimamente possono fornire anche un livello base di benessere, salute e istruzione, supportato dal gettito ricavato dalle tasse, al fine di permettere l'uso migliore dei talenti della popolazione. 
Rifiutando una estrema forma di capitalismo e, naturalmente, gli aspetti rivoluzionari della dottrina socialista, si pone l'attenzione su un libero mercato regolamentato e con componenti sociali, dove gli svantaggiati della società possono migliorare le loro condizioni anche attraverso la redistribuzione della ricchezza.

### Liberalismo sociale e socialdemocrazia
La differenza di base fra il liberalismo sociale e la socialdemocrazia classica risiede nel ruolo dello Stato rispetto all'individuo. I liberali sociali valutano i diritti, come ad esempio la proprietà privata e naturalmente la giustizia sociale quali requisiti fondamentali, affinché si realizzi una società nella quale ogni individuo apprezzi la maggiore quantità di libertà possibile (soggetta al "principio del danno") e siano rappresentati gli interessi di qualunque classe sociale.
I socialdemocratici dal canto loro pongono maggiore attenzione sulle classi meno abbienti e promuovono graduali riforme legislative del sistema capitalistico per giungere a riforme volte a ridurre le disuguaglianze economiche e sociali, eliminando l'oppressione dei gruppi svantaggiati, avendo come obiettivo fondamentale l'abolizione della povertà. I punti di contatto riguardano invece il sostegno a servizi pubblici universalmente accessibili come l'assistenza agli anziani, l'assistenza all'infanzia, l'istruzione, l'assistenza sanitaria e l'assicurazione dei lavoratori contro gli infortuni
.

### Liberalismo sociale e neoliberalismo
Il liberalismo sociale differisce nettamente dal  "neoliberalismo" (neoliberalism), utilizzato per indicare coloro che pongono un maggiore accento sulla difesa del libero mercato e sull'ostilità all'interventismo statale in economia.
In passato neoliberismo e liberalismo sociale indicavano sostanzialmente un liberalismo distaccato da quello classico, attento al sociale e non completamente contrario ad un controllo dell'evoluzione dei mercati da parte dello Stato. In seguito alla crisi del 1929,  cominciarono a prendere forma questi nuovi tipi di liberalismo, in particolare l'ordoliberalismo, che vedevano nell'economia sociale di mercato un obiettivo da raggiungere per conciliare libertà d'iniziativa e politiche sociali.

### Liberalismo sociale e liberalismo conservatore
Le divergenze con la destra liberale riguardano il ruolo dell'intervento dello Stato in economia e una posizione progressista in materia di diritti civili e temi etici.
I neoliberali, i liberali conservatori e i libertari di destra, come Friedrich von Hayek, Robert Nozick e altri, hanno bollato il liberalismo sociale come una falsa forma di liberalismo. Per questi autori il Governo non ha alcun dovere di intervenire nella società per aiutare gli svantaggiati attraverso mezzi che attingano ricchezza da altri. Essi ritengono anche che interferire nel mercato distrugga la libertà di iniziativa degli imprenditori e degli operatori economici, andando in tal modo incontro ad azioni anti-economiche.

### Liberalismo sociale e conservatorismo sociale
Nel gergo politico statunitense e, in generale, anglosassone, l'aggettivo social viene utilizzato per caratterizzare le posizioni in campo etico-sociale ed etico-giuridico dei politici e dei partiti. I social liberals fondamentalmente sono coloro i quai propugnano tesi antiproibizioniste, permissive, progressiste, individualiste in materia di aborto e eutanasia. Sono favorevoli al multiculturalismo e si oppongono generalmente alla pena di morte e alle forme di carcere duro.
In genere liberali e socialdemocratici hanno posizioni socially liberal in vari campi. Sebbene in Europa non manchino differenze in campo etico-sociale tra i partiti di centro-sinistra e quelli democristiani, i temi etici non sono particolarmente importanti nel distinguere i diversi schieramenti politici, a differenza di quanto accade negli Stati Uniti, dove su tali questioni si sono avute e si hanno vere e proprie culture wars, per utilizzare il termine usato dalla stampa e dai politologi americani per definire gli scontri in tale materia. 
Le posizioni social conservatrici in Europa sono espresse principalmente da soggetti nazional conservatori (come Diritto e Giustizia in Polonia) e Fratelli d'Italia in Italia.
Il concetto di social liberalism può riferirsi, nel senso anglosassone del termine, tanto alle posizioni progressiste in campo etico, quanto a posizioni vicine alla cosiddetta nuova sinistra. Ai social liberals si contrappongono i social conservatives, i quali pongono attenzione ai temi della sicurezza (con un approccio law and order) e ai temi etici, ovviamente giungendo a conclusioni opposte. Negli Stati Uniti i Democratici sono generalmente socially liberal, mentre i Repubblicani, tra i quali è forte la componente della Religious o Christian Right, sono socially conservative. Per questo, soprattutto negli Stati Uniti, il termine liberal (traducibile come "liberale" o "di sinistra"), viene usato per i liberali sociali, mentre i liberali classici sono sovente annoverati tra i libertarians, una corrente di minoranza tra i conservatives, il cui leader è Ron Paul.

### Punti programmatici
I partiti legati a queste idee credono fermamente nella libertà individuale e sono difensori dei diritti civili e diritti sociali e delle libertà economiche; in genere sono favorevoli ad una moderata regolamentazione dell'economia di mercato, nella quale vi è spazio per uno Stato che permetta anche ai meno abbienti di usufruire dei servizi di base attraverso un consolidato sistema di servizi pubblici.
Gli obiettivi nel dettaglio sono:
- aborto, biotestamento, eutanasia, suicidio assistito;
- diritti LGBT (matrimoni gay, adozioni per coppie dello stesso sesso e adozione del figlio del partner).
- regolamentazione dell'economia di mercato attraverso livelli di tassazione media nel settore privato e tassazione progressiva non elevata sul reddito ai fini di un efficiente sistema di welfare state;
- laicità;
- multiculturalismo;
- secolarismo.

## Partiti liberali sociali
Nell'ambito dell'Unione europea i partiti social-liberali sono per lo più riuniti all'interno a livello del Partito dell'Alleanza dei Liberali e dei Democratici per l'Europa e all'Internazionale Liberale.
Alcuni tra i più importanti partiti socialiberali del mondo sono i seguenti:
- Argentina: Unione Civica Radicale;
- Austria: NEOS;
- Belgio: Movimento Riformatore, Liberali e Democratici Fiamminghi, Democratico Federalista Indipendente;
- Bosnia ed Erzegovina: Partito Liberale Democratico;
- Canada: Partito Liberale del Canada;
- Cile: Partito Radicale Social Democratico;
- Colombia: Partito Liberale Colombiano;
- Croazia: Partito Popolare Croato - Liberal Democratici;
- Egitto: Partito Socialdemocratico Egiziano;
- Danimarca: Sinistra Radicale;
- Europa (Unione europea + altri Stati): Volt Europa;
- Francia: Movimento Radicale, Partito Radicale di Sinistra;
- Finlandia: Partito di Centro, Lega Verde (fazioni), Partito Popolare Svedese di Finlandia;
- Germania: Partito del Progresso;
- Giappone: Partito Costituzionale Democratico;
- Gran Bretagna: Liberal Democratici, Partito Laburista (fazioni);
- Italia: +Europa, Italia Viva, Azione, Radicali Italiani, Volt, Partito Repubblicano Italiano, Partito Radicale, Partito Democratico (fazioni);
- Lituania: Nuova Unione dei Liberali Sociali;
- Paesi Bassi: Democratici 66, Sinistra Verde (fazioni);
- Polonia: Primavera, Unione dei Democratici Europei;
- Russia: Yabloko, Russia del Futuro, Solidarnost
- Spagna: Partito Democratico Europeo Catalano;
- Stati Uniti: Partito Democratico (fazioni);
- Svezia: Partito di Centro, Liberali;
- Svizzera: Partito Verde Liberale;
- Ungheria: Coalizione Democratica; Movimento Momentum;
- Venezuela: Avanzata Progressista, Primero Justicia, Volontà Popolare;